# Euthrausta holophaea
Euthrausta holophaea is een vlinder uit de familie van de Tineodidae. De wetenschappelijke naam van de soort is voor het eerst geldig gepubliceerd in 1908 door Turner.